# 태안 흥주사 만세루
태안 흥주사 만세루(泰安 興住寺 萬歲樓)는 대한민국 충청남도 태안군 태안읍의 뒷산 백화산 줄기의 동남편 산중턱에 자리한 고려시대 절인 흥주사의 중문이다. 1990년 9월 27일 충청남도의 유형문화재 제133호로 지정되었다.

## 개요
태안읍의 뒷산 백화산 줄기의 동남편 산중턱에 자리한 고려시대 절인 흥주사의 중문이다. 중종 25년(1527)에 처음 지어지고 그 후 4차례에 걸쳐 다시 지었고, 1944년에 해체·복원하여 지금에 이르고 있다.
앞면 3칸·옆면 3칸 규모이며, 지붕 옆면이 사람 인(人)자 모양인 맞배지붕집이다. 경사진 곳에 자연석으로 축대를 쌓고 지었기 때문에 밖에서 보면 2층이지만 안에서 보면 단층건물로 보인다. 지붕 처마를 받치기 위해 장식하여 만든 공포는 건물의 앞쪽에만 있는데 주심포양식에서 익공양식으로 넘어가는 과도기의 건물이다
흥주사 만세루는 흥주사에서 가장 오래된 건물이며 임진왜란(1592) 때는 승병들이 무기저장고로 사용했다고 한다. 흥주사에는 이 외에 고려시대에 세워진 것으로 보이는 3층 석탑(충청남도 유형문화재 제28호)이 있다.

## 같이 보기
- 태안 흥주사 삼층석탑 - 충청남도 유형문화재 제28호

## 참고 자료
- 흥주사만세루 - 국가유산청 국가유산포털